# 氹仔輕軌車廠
氹仔輕軌車廠（葡萄牙語：Parque de Materiais e Oficinas do Metro Ligeiro LRT- Depot）位於澳門國際機場以南、西靠機場大馬路的地段，分為地基及上蓋兩項建造工程，車廠上蓋主要由運營大樓（運營控制中心）、工場及維修大樓、列車停泊區以及洗車場所組成，廠內設有全長約600米的測試軌道，以供列車測試之用。澳門行政長官崔世安曾於2019年7月15日從輕軌車廠試坐到海洋站。

## 歷史

### 規劃
2007年10月，澳門特別行政區政府落實興建澳門輕軌系統第一期項目，並預留了一幅位於路氹城機場以南的地段，作為興建澳門輕軌系統車廠。2009年4月下旬，運輸基建辦公室已經展開車廠地段的規劃工作，並將會在短期內為地段的平整工程進行招標。在此之前，運建辦也對有關地段展開詳細的地質勘探和環境評估。車廠位於路氹城、澳門國際機場以南的現有堆填區內，面積約為13萬平方米。

### 平整工程和大樓建造
2009年7月15日，“輕軌一期車廠地段平整工程”進行公開開標，運輸基建辦公室共收到17份標書，所提出的造價介乎一千零四萬多至二千四百多萬澳門元，最長施工期為120天，預計工程將於第三季內動工。在17份標書中，有8份被接納；其餘9份標書被有條件接納，需在7月16日下午5時前補交文件。
2009年8月22日，公開招標競投評審工作完成，經評審後由得寶國際有限公司投得，造價為1820萬澳門元，工期120天。
2010年4月21日，位於車廠地段內的輕軌展覽館大樓的建造工程進行公開招標。大樓為一所三層建築物，佔地1783平方米。地面和一樓設有展覽廳，將擺設輕軌實物模型和介紹輕軌系統相關概念的展品，二樓則為行政辦公室及多用途空間。展覽館採用了不少節能、環保和無障礙的設計。
2010年5月31日，「輕軌展覽館大樓建造工程」公開招標競投合共收到35份競投標書。翌日（2010年6月1日）對工程進行開標，提出的造價介乎五千三百多萬至約八千萬澳門元，最長施工期為450天。在收到的35份標書之中，32份標書被接納，1份標書因欠交「工地安全負責人履歷和培訓證書影印本」被有條件接納及需在指定期限內補交，1份標書因未具備足夠權限代表公司參與投標、1份標書因數量清單欠缺部份項目報價而分別不獲接納。

### 地基建造工程
2011年，"輕軌一期車廠地基建造工程"進行公開招標競投，標誌澳門輕軌系統第一期土建工程將全速啟動，其後共有16間公司參與競投，造價由澳門幣293,576,742.00圓至697,000,000.00圓不等，其中有10間競投公司之投票獲得接納，4間有條件獲得接納，以及2間不被接納。工程預計2011年年底動工，最長施工期為380日，預料車廠地基工程可帶來約100個本地就業職位。
2011年9月30日，為配合車廠興建，位於氹仔機場大馬路的臨時重型貨車停泊區正式關閉，隨後有關臨時停泊區將交予運輸基建辦公室作為設置輕軌車廠之用。
2011年11月23日，政府舉行「輕軌一期車廠地基建造工程」動土儀式。

### 上蓋建造工程
2012年初，「輕軌一期車廠上蓋建造工程」進行公開招標競投。承攬工程為興建輕軌一期車廠上蓋及相關設施，最長施工期為1,015天。上蓋建築物由主大樓、輔助建築及停車庫三部分組成。其中主大樓樓高三層，分別設有列車維修工場、固定維修及保養區、工場辦公室、中央行車控制中心及營運部門辦公室等；輔助建築則包括消防設備樓、洗車場、機電設備樓、保安室及一條長約600米的列車測試車道；停車庫將用作列車停靠區，當中設有七條停靠軌道及維修平台。工程項目同時加入了綠化元素，以優化位於車廠周邊環境及附近的私家車和旅遊巴停泊區等。工程共有16間公司參與競投，造價由澳門幣484,688,724.00元至698,000,000.00元不等，所有競投公司之投標獲得接納。
2013年6月，澳門輕軌系統展覽於澳門科學館展出澳門輕軌車廠動態模型。

### 工程停工
2014年至2015年，車廠工程陷入停工狀態，政府與車廠承建商協調解除合約，雖然政府不排除以司法途徑解決問題，但由於司法程序需時較長，有可能會拖延輕軌投入運作的時間，故以協商方式解決問題仍為理想辦法。
2016年9月底，政府與承建商糾紛問題解決並進行解約程序，並賠償8,500萬元予原承建商。政府指8,500萬元並非賠償而是補償。指政府與原承建商解約，所支付的費用是綜合各方因素的補償，當中包括訴訟、工程公司離場、材料及《公共工程承攬規則》中未開始工程預支10%的費用等作加減計算。

### 建設工程重新推進
2016年9月25日，特區政府《公報》刊登車廠上蓋工程以10.7億元重新批出，由中國建築工程（澳門）公司承包，將會分四個財政年度分別支付，最後一段支付期亦於2019年，而政府與原承建商已經解除合約共支付8,500萬元。
2018年5月24日，首批共10節車廂由即日起陸續安排運送至車廠。建設工作有序推進，包括列車停泊區、測試軌道、各個功能大樓的主體建設已經基本完成，並具條件供列車車廂存放及測試。建設團隊隨即安排第二階段、首批共10節車廂的運送工作。
2018年8月，運建辦公佈輕軌車廠上蓋工程目前已經完成超過九成，剩餘的僅是調整、測試及驗收工作，車廠作為氹仔線的核心，倘若現階段就未完成的少量部分作重新判給，除行政程序外，新承攬人安排團隊、機械及設備以及工作交接都需要時間，這將對工程完工及對氹仔線的系統安裝工作造成嚴重影響。
2019年5月9日，運輸工務司表示氹仔輕軌車廠於同年5月下旬起開始收則，將準時完成。
2019年5月25日，運輸基建辦公室網站顯示，輕軌車廠工程於同年5月23日竣工，較原定時間提早兩天。

### 啟用
2019年12月10日，澳門輕軌正式通車，車廠亦於同日正式投入運作。
2024年11月1日通車的石排灣線與2024年12月2日通車的橫琴線沿線不設車廠，其中石排灣線於協和醫院站該線月台東側聯聯絡線往返氹仔線再抵達輕軌車廠。橫琴線於蓮花站南側亦設有聯絡線連接氹仔線往返輕軌車廠。

## 設施
氹仔輕軌車廠位於澳門國際機場以南、西靠機場大馬路的地段，佔地約13萬平方米，主要硬件設施包括運營大樓（運營控制中心）、工場及維修大樓、列車停泊區、洗車場及測試軌道等。

## 司法訴訟
2016年5月10日，行政長官作出批示免除對「C385R - 輕軌車廠上蓋建造工程」進行公開招標，隨後運輸基建辦公室向三友建築置業有限公司、中國路橋工程有限責任公司、瑞權工程有限公司、中鐵(澳門)有限公司、中國土木工程(澳門)有限公司、中國建築工程(澳門)有限公司和澳馬建築工程有限公司共七間公司就上述工程進行書面詢價，最終向中國建築工程(澳門)有限公司作出判給，隨後中國路橋工程有限責任公司不服，針對行政長官判給工程的行為向中級法院提起撤銷性司法上訴。2018年2月1日，中級法院合議庭裁定中國路橋勝訴，撤銷了行政長官的判給行為，並指明被上訴實體應按照以上所述的內容對各被邀請報價的公司的最終得分進行重新計算，以便確定得分最高的公司，並重新作出判給。
2018年7月24日，澳門終審法院對政府部門就輕軌車廠工程，撤銷了被質疑的行政行為敗訴。特區政府需重新計算競投輕軌車廠上蓋工程的7間公司標書得分，裁定維持中級法院判決。運輸基建辦公室表示，正研究判決內容，會按法律規定跟進。
澳門特區政府運輸基建辦公室於2018年8月8日發出新聞稿稱，政府決定根據《行政訴訟法典》第175條的規定，以不執行之正當原因，不會執行終審法院相關判決。

## 未來發展
輕軌東線在澳門新城區總體規劃中，提及到於新城A區興建另一座輕軌車廠，位於現時A1公共房屋地段。在正式規劃咨詢方案公佈前，運輸工務司司長羅立文表示可能不會使用原有的列車系統，可能使用新列車系統行走東線，並且於澳門半島新城填海A區地底預留興建車廠。2020年9月至11月，澳門特別行政區政府就輕軌東線方案進行公開咨詢，公佈方案時表示將會使用原來的三菱重工濱海巡航列車系統來運行東線系統，部分列車可能與氹仔線直通運行或透過聯絡線取道氹仔線到輕軌車廠。